# Đo phổ tán xạ ngược Rutherford
Rutherford backscattering spectrometry (RBS) là một kỹ thuật phân tích được sử dụng trong khoa học vật liệu. Đôi khi được gọi là high-energy ion scattering (HEIS) spectrometry, RBS được sử dụng để xác định được cấu trúc và thành phần vật liệu bằng cách đo tán xạ ngược của một chùm tia ion năng lượng cao (thường là proton hoặc hạt alpha) va chạm lên mẫu.

## Thí nghiệm Geiger–Marsden

Bên trái: kết quả dự kiến: hạt alpha đi xuyên qua mô hình bánh pudding của nguyên tử mà không bị xáo trộn.
Bên phải: kết quả quan sát: một phần nhỏ của các hạt đã bị chệch hướng, chỉ ra có một lượng điện tích nhỏ và tập trung.

Rutherford backscattering phổ được đặt tên theo  Ernest Rutherford, một nhà vật lý học đôi khi được xem như cha đẻ của vật lý hạt nhân. Rutherford giám sát một loạt các thí nghiệm được thực hiện bởi Hans Geiger và Ernest Marsden giữa năm 1909 và 1914, nghiên cứu sự tán sắc của hạt alpha qua lá kim loại. Trong khi cố gắng để loại bỏ đi "các hạt lạ" mà họ cho là bị gây ra bởi một sự không hoàn hảo của nguồn alpha, Rutherford đề xuất Marsden cố gắng đo backscattering từ một lá vàng mẫu. Theo mô hình nguyên tử-sau đó gọi là mô hình bánh pudding mận, trong đó các điện tử âm phân bố trong một vùng điện tử dương khuếch tán, sự tán sắc của các hạt alpha năng lượng positive cao lý ra sẽ không tồn tại. Thay vào đó, khi Marsden đặt vị trí máy dò trên cùng một bên của lá vàng, ông ngay lập tức phát hiện tín hiệu tán sắc đang chú ý.

## Nguyên lý cơ bản
Chúng ta mô tả tán xạ ngược Rutherford backscattering như một  elastic, hard-sphere collision giữa một hạt có động năng lớn từ chùng tia tới (đầu đạn) và một hạt đứng yên nằm trong mẫu cao (mục tiêu). Elastic ở đây có nghĩa là không có năng lượng chuyển giao từ hạt tới và hạt đứng yên trong lúc va chạm, và trạng thái của hạt đứng yên không thay đổi. (Ngoại trừ một số lượng nhỏ momentum được bỏ qua.)
Lưu ý rằng các tương tác hạt nhân nói chung là không phải elastic, bởi vì một va chạm có thể dẫn đến một phản ứng hạt nhân, với việc phóng thích một lượng năng lượng đáng kể. Nuclear reaction analysis  (NRA) rất hữu ích cho phát hiện các nguyên tố nhẹ. Tuy nhiên, đây lại không phải Rutherford scattering.

## Thiết bị

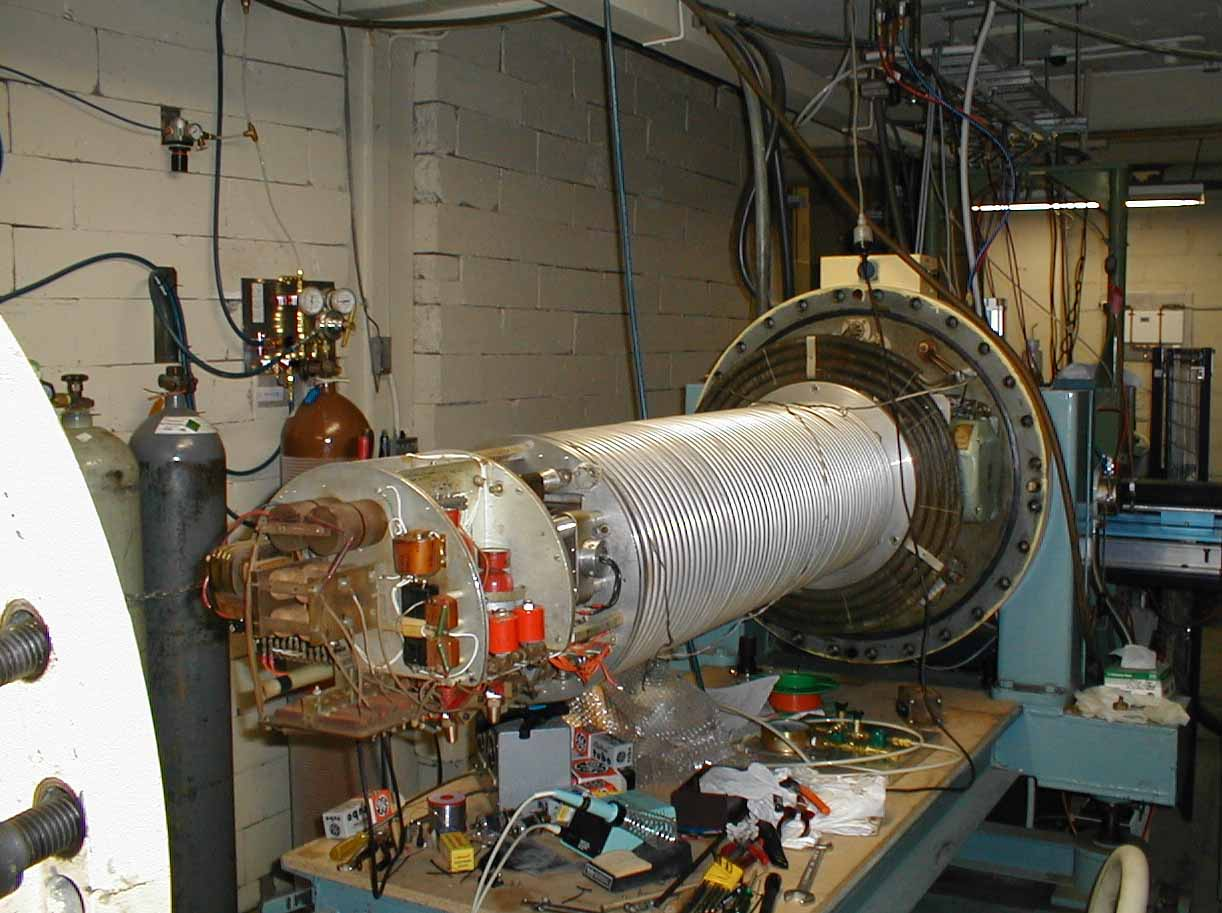
Một giai đoạn 2 hơn nữa, tuyến tính Van de Năm gia tốc hạt đây, mở ra để bảo trì

Một thiết bị RBS thường bao gồm ba thành phần thiết yếu:
- Một nguồn phát ion, thường là hạt alpha (ion He2+) hoặc, ít phổ biến hơn, hạt proton.
- Một máy gia tốc hạt tuyến tính có khả năng tăng tốc các ion đi đến lên mức năng lượng cao, thường là trong khoảng 1-3 MeV.
- Một detector có khả năng đo năng lượng của ion bị tán sắc ngược.

Hệ thống một giai đoạn bao gồm một nguồn He+ kết nối với một ống gia tốc với điện thế cao được áp vào nguồn ion, còn điện thế thấp ở đầu ống gia tốc. Sự sắp xếp này đơn giản và thuận tiện, nhưng nó có thể khó khăn để đạt được năng lượng của lớn hơn 1 MeV do sự khó khăn trong việc áp điện áp rất cao lên hệ thống.
Hệ thống hai giai đoạn, hoặc "tandem accelerators", bắt đầu với một nguồn ion He− và đầu cực dương nằm ở trung tâm của ống gia tốc. Một stripper element nằm trong đầu cực dương sẽ loại bỏ các electron khỏi các ion khi truyền qua nó, chuyển hoá ion He− thành ion He++. Những ion như vậy, bắt đầu bị thu hút về phía đầu cuối, đi qua và trở thành positive, và bị phản lại cho đến khi chúng thoát khỏi ống xuống đất. Sắp xếp này, mặc dù phức tạp hơn, có lợi thế của việc đạt được gia tốc lớn hơn với mức điện áp áp dụng thấp hơn: một máy song tốc điển với một điện 750 kV có thể đạt được ion nguồn năng lượng trên 2 MeV.

## Phép đo thành phần và độ sâu
Năng lượng mất đi của một backscattered ion phụ thuộc vào hai quá trình: năng lượng bị mất trong phân tán sự kiện với mẫu hạt nhân, và năng lượng để mất nhỏ góc tán từ các mẫu điện tử. Quá trình đầu tiên là phụ thuộc vào sự phân tán qua phần của hạt nhân và do đó trên khối lượng của nó và số nguyên tử. Cho phép đo góc, các hạt nhân của hai yếu tố khác nhau do đó sẽ phân tán sự cố ion đến mức độ khác nhau và với nguồn năng lượng khác nhau, sản xuất riêng đỉnh trên một N(E) âm mưu của đo đếm so với năng lượng. Những đỉnh núi là đặc trưng của các yếu tố trong việc cung cấp một phương tiện của phân tích các thành phần của một mẫu bằng cách kết hợp rải rác nguồn năng lượng để biết phân tán cắt ngang. Tương đối nồng độ có thể được đo đỉnh cao của những đỉnh núi cao.

## Structural measurements: blocking and channeling
Để hoàn toàn hiểu các tương tác của một chùm hạt nhân tới và một cấu trúc tinh thể, trước hết cần thấu hiểu hai khái niệm then chốt: blocking và channeling.
Khi một chùm của ion với các quỹ đạo song song va vào một nguyên tử mục tiêu, scattering off that atom sẽ ngăn chặn va chạm trong một vùng hình nóng "phía sau" mục tiêu tuỳ theo chùm tiêu. Điều này xảy ra vì các thế đẩy của atom mục tiêu đã bẻ cong các quỹ đạo ion gần nhau khỏi đường ban đầu, và được gọi là blocking.
Khi một ion tán sắc ở sâu bên trong một mẫu, sau đó nó có thể tái tán sắc với một nguyên tử thứ hai, tạo ra vùng nón ngăn chặn thứ hai trên hướng của quỹ đạo tán sắc. Điều này có thể được phát hiện bởi thay đổi một cách cẩn thận thay đổi góc detection tuỳ theo góc tới.
Channeling được quan sát khi các chùm tới xếp theo một trục đối xứng chính của tinh thể. Hạt nhân tới nào tránh va chạm với bề mặt nguyên tử thì bị loại khỏi va chạm với tất cả các nguyên tử sâu hơn trong mẫu, do sự blocking bởi lớp nguyên tử đầu tiên. Khi khoảng cách giữa các nguyên tử lớn hơn so với bán kính của blocked nón, các ion đến có thể xâm nhập nhiều lần vào khoảng cách giữa các nguyên tử mà không bị backscattered. Điều này có thể dẫn đến một sự giảm mạnh của tín hiệu  backscattered quan sát khi chùm tia tới hướng theo một trục đối xứng, cho phép xác định cấu trúc tinh thể của một mẫu.

## Độ nhạy bề mặt
Trong khi RBS thường được dùng để đo thành phần khối và cấu trúc của một mẫu, nó có thể đạt được một số thông tin về cấu trúc và thành phần của bề mặt mẫu. Khi tín hiệu được channeled để loại bỏ phần tín hiệu bulk, thao tác cẩn thận góc tới và góc detection góc có thể được dùng để xác định vị trí tương đối của vài lớp của nguyên tử đầu tiên, lợi dụng blocking effects.